# Мавзолей Ходжи Ахмада
Мавзолей Ходжи Ахмада — архитектурный памятник в Самарканде, входящий в ансамбль Шахи-Зинда. Построен в 40- е годы XIV века.

## Исторический срез
В верхнем (северном) дворике, замыкая мемориальный комплекс Шахи-Зинда расположен самый ранний из сохранившихся мавзолеев XIV века.
В посвятительной надписи на портале упомянуто имя некоего Ходжи Ахмада, отчего появилось предположение, что этот человек и был погребен в мавзолее. Однако этот человек мог быть отцом или дедом покойного (покойной), поскольку средняя часть надписи утрачена.
Дата смерти погребенного в мавзолее или дата постройки не сохранились. По всей вероятности, мавзолей принадлежит крупному духовному лицу.
К началу XX века от мавзолея остался один наклонившийся вперед портал, подпертый бревнами. В XX веке были попытки портал разобрать и восстановить его в Санкт-Петербурге, но местные власти воспротивились этому.
В 1922 году Массоном М. Е. были раскопаны и восстановлены наружные стены, расчищены надгробия из резного мрамора, вскрыт склеп.
При ремонтно-земляных работах в 90-е годы XX века под северной стеной мавзолея был обнаружен сводчатый тоннель (ширина и высота 1,5 м) расчищен на длину около 10 м, вырытый в лёссе с элементами кирпичной кладки. Это, видимо часть тазара, прорытого под улицей-дорогой направлением север-юг, через который проходил городской канал, который видел Ибн-Батута в 30-е годы XIV века.
Этот канал снабжал водой весь комплекс на протяжении всего средневековья вплоть до появления современного водопровода, проложенного по той же линии от южных ворот. Тазар уходил на восток за пределы мавзолея, на западной стороне был связан с каким-то сводчатым устройством из жженого кирпича. Конструкция требует дальнейшего археологического обследования.

## Описание мавзолея
Мавзолей Ходжи Ахмада представляет собой типичный для XIV века однокамерный портально-купольный тип здания с главным порталом во всю ширину передней стены, который был тиражирован в ансамбле в последующие десятилетия. Квадратный внутренний план здания с нишами по сторонам показывает, что мавзолей был перекрыт когда-то куполом, основанном на восьмигранном арочном парусе.
Главный портал мавзолея имеет характерную для памятников комплекса Шахи-Зинда XIV века П-образную форму. Внешние углы фланкируют трехчетвертные колонны, на центральной оси — входная портальная ниша, перекрытая стрельчатой аркой.
Основное художественное достоинство мавзолея сосредоточено на главном южном фасаде с входным порталом, пилоны которого покрыты резной поливной терракотой.
Размеры:
Снаружи 7,6×6,3 м
Внутри 4,88×4.83 м
Глубина ниш 42 — 44 см
Ширина ниш 1,42 — 1,48 м

## Интерьер мавзолея
Интерьер мавзолея отделан ганчевой штукатуркой, может быть, когда-то покрытой росписью с растительным орнаментом.

## Склеп мавзолея
Склеп мавзолея расположен под полом, имеет прямоугольный план (3,6 х 2,28 м), вытянут по оси север-юг, перекрыт сводом балхи высотой 1,67 м и имеет редкий в строительной практике двусторонний лаз (дромос) для погребальной процедуры. Два сводчатых дромоса находятся на оси север-юг, один выходил в портальную нишу, второй — в сторону свободного от пристроек северного фасада. Склеп сложен без конструктивной связи со стенами наземной части мавзолея, не имевшими фундаментов.

## Эпиграфика
Надпись на портале мавзолея на арабском языке. Почерк — монументальный сулс, весьма пластичных очертаний
«…Это просторное здание…от гнева разрушения….да продлит Аллах вечность их двоих (в раю). Чтобы было им счастье, пусть (эта) могила наполнится светом! Никто не мог сравниться с Ходжа Ахмадом в прелести…».
Судя по остаткам текста посвятительной надписи содержание отличается от принятых стандартов, нет сведений о годе завершения строительства, донаторстве и характере постройки.
По архивольту арочной ниши имеется лента надписей, представляющих собой стихи. Почерк — декоративный вид насха. Часть надписи была утрачена и восстановлена в 2005 году во время реставрации.
«Если бы ты был шахом Ирака иль правителем Китая
(В конце концов, все равно окажешься под землей),
Так зачем же привязываешь сердце к этому тленному миру,
Если завершение твоих дел окажется таким (печальным)?»
В двух небольших фигурных картушах в нижней части левого пилона написано имя мастера Фахр-и Али. Это либо имя зодчего, возводившего мавзолей, либо машшока (керамиста-художника), составившего надпись.